# ビクトル・ブラボ
ビクトル・ダニエル・ブラボ・デ・ソト・ベルガラ（Víctor Daniel Bravo de Soto Vergara、1983年8月23日 - ）は、スペイン・アラゴン州サラゴサ出身の元サッカー選手、現サッカー指導者。現役時代のポジションはMF。2020年よりCDテルエルの監督を務める。

## 経歴
2002年から2020年に現役を引退するまでの18年間、そのほとんどをセグンダ・ディビシオンBでプレーした。しかし、アトレティコ・マドリードBに所属していた2006-07シーズンの10月29日、トップチームに怪我人が相次いでいたこともあって、この日のレアル・サラゴサ戦にて先発出場してラ・リーガデビューを果たした。

## タイトル

### クラブ
CDテネリフェ
- セグンダ・ディビシオンB : 1回 (2012-13[1])